# Ян Ульссон (футболіст, 1942)
Ян У́льссон (швед. Jan Olsson, нар. 30 березня 1942, Гальмстад) — шведський футболіст, що грав на позиції захисника за клуби «Гальмстад» і «Отвідабергс ФФ», а також за національну збірну Швеції, у складі якого був учасником чемпіонату світу 1974 року.

## Клубна кар'єра
У дорослому футболі дебютував 1961 року виступами за команду «Гальмстада» з рідного міста, в якій провів чотири сезони.
1965 року перейшов до команди «Отвідабергс ФФ», захищав її кольори до припинення виступів на професійному рівні у 1978.

## Виступи за збірну
1973 року дебютував в офіційних матчах у складі національної збірної Швеції. Протягом дворічної кар'єри у національній команді провів у формі головної команди країни 17 матчів.
У складі збірної був учасником чемпіонату світу 1974 року у ФРН, де взяв участь у чотирьох із шести ігор своєї команди.